# César Carranza
César Alberto Carranza (Buenos Aires, Argentina; 16 de agosto de 1980) es un  exfutbolista argentino. Jugaba de delantero o enganche y su último equipo fue San Telmo de la Primera Nacional de Argentina.

## Trayectoria
Surgió futbolísticamente en Nueva Chicago, donde debutó en el año 2001. Después de tres temporadas y medias, emigró al fútbol mexicano para jugar en el Colima FC. En el segundo semestre de 2005, pasó al Querétaro FC también de México.
En 2006, regresó a su país para jugar nuevamente en Nueva Chicago, donde ganó el Torneo Clausura 2006 de la Primera B Nacional que le significó jugar una finalísima por el primer ascenso directo a la Primera División ante Godoy Cruz, campeón del Torneo Apertura, final que perdió por un global de 4:2, debiendo jugar una segunda final esta vez ante Belgrano de Córdoba a quien le ganó por un global de 6:4.
En 2007, pasó a jugar en Gimnasia y Esgrima de Jujuy donde logró hacer una destacada performance que derivó en su consecuente traspaso en 2009 al Colo-Colo chileno con el que disputó torneos internacionales. En el segundo semestre de 2009 pasó al Éverton de Viña del Mar.
En 2010, hizo su segundo retorno a su país para jugar en Godoy Cruz. Luego, en 2011, pasó a Lanús con el que volvió a disputar torneos internacionales y en el que se mantuvo durante una temporada y media para pasar a jugar en 2012 en Belgrano de Córdoba. En 2013, decidió bajar una categoría para jugar en Ferro Carril Oeste y más tarde, en 2014, en Aldosivi con el que logró ascender a Primera División.
En el segundo semestre de 2015, decidió desvincularse del Tiburón y bajar una categoría para jugar en Gimnasia y Esgrima de Mendoza la segunda ronda de la Primera B Nacional 2015. Su primer gol con la camiseta Blanquinegra lo hizo en la fecha 27 ante Guaraní Antonio Franco que sirvió para darle la victoria a su equipo por 1:0.

## Clubes
| Club                   | País      | Año         |
| ---------------------- | --------- | ----------- |
| Nueva Chicago          | Argentina | 2001 - 2004 |
| Colima                 | México    | 2005        |
| Querétaro              | México    | 2005        |
| Nueva Chicago          | Argentina | 2006 - 2007 |
| Gimnasia y Esgrima (J) | Argentina | 2007 - 2008 |
| Colo-Colo              | Chile     | 2009        |
| Everton                | Chile     | 2009        |
| Godoy Cruz             | Argentina | 2010        |
| Lanús                  | Argentina | 2011 - 2012 |
| Belgrano               | Argentina | 2012 - 2013 |
| Ferro Carril Oeste     | Argentina | 2013 - 2014 |
| Aldosivi               | Argentina | 2014 - 2015 |
| Gimnasia y Esgrima (M) | Argentina | 2015 - 2016 |
| Barracas Central       | Argentina | 2016 - 2017 |
| San Telmo              | Argentina | 2017 - 2019 |
| Ituzaingo              | Argentina | 2019        |
| Argentino (M)          | Argentina | 2020 - 2021 |
| San Telmo              | Argentina | 2021        |

## Clubes y estadísticas
| Nueva Chicago Argentina                                                                          | 1.ª           | 2001-02       | ?   | ?  | - | - | -  | - | ?   | ?  | ?,?? |
| Nueva Chicago Argentina                                                                          | 1.ª           | 2002-03       | ?   | ?  | - | - | -  | - | ?   | ?  | ?,?? |
| Nueva Chicago Argentina                                                                          | 1.ª           | 2003-04       | ?   | ?  | - | - | -  | - | ?   | ?  | ?,?? |
| Nueva Chicago Argentina                                                                          | 2.ª           | 2004          | ?   | ?  | - | - | -  | - | ?   | ?  | ?,?? |
| Nueva Chicago Argentina                                                                          | Total club    | Total club    | ?   | ?  | - | - | -  | - | ?   | ?  | ?,?? |
| Colima · México                                                                                  | 2.ª           | 2005          | 21  | 12 | - | - | -  | - | 21  | 12 | 0,57 |
| Colima · México                                                                                  | Total club    | Total club    | 21  | 12 | - | - | -  | - | 21  | 12 | 0,57 |
| Querétaro · México                                                                               | 2.ª           | 2005          | 14  | 3  | - | - | -  | - | 14  | 3  | 0,21 |
| Querétaro · México                                                                               | Total club    | Total club    | 14  | 3  | - | - | -  | - | 14  | 3  | 0,21 |
| Nueva Chicago Argentina                                                                          | 2.ª           | 2006          | ?   | ?  | - | - | -  | - | ?   | ?  | ?,?? |
| Nueva Chicago Argentina                                                                          | 1.ª           | 2006-07       | 32  | 0  | - | - | -  | - | 32  | 0  | 0,00 |
| Nueva Chicago Argentina                                                                          | Total club    | Total club    | ?   | ?  | - | - | -  | - | ?   | ?  | ?,?? |
| Gimnasia y Esgrima (J) Argentina                                                                 | 1.ª           | 2007-08       | 38  | 12 | - | - | -  | - | 38  | 12 | 0,32 |
| Gimnasia y Esgrima (J) Argentina                                                                 | 1.ª           | 2008          | 17  | 4  | - | - | -  | - | 17  | 4  | 0,24 |
| Gimnasia y Esgrima (J) Argentina                                                                 | Total club    | Total club    | 55  | 16 | - | - | -  | - | 55  | 16 | 0,29 |
| Colo-Colo · Chile                                                                                | 1.ª           | 2009          | 16  | 4  | - | - | 6  | 1 | 22  | 5  | 0,23 |
| Colo-Colo · Chile                                                                                | Total club    | Total club    | 16  | 4  | - | - | 6  | 1 | 22  | 5  | 0,23 |
| Everton · Chile                                                                                  | 1.ª           | 2009          | 19  | 4  | - | - | -  | - | 19  | 4  | 0,21 |
| Everton · Chile                                                                                  | Total club    | Total club    | 19  | 4  | - | - | -  | - | 19  | 4  | 0,21 |
| Godoy Cruz Argentina                                                                             | 1.ª           | 2010          | 17  | 3  | - | - | -  | - | 17  | 3  | 0,18 |
| Godoy Cruz Argentina                                                                             | 1.ª           | 2010          | 17  | 2  | - | - | -  | - | 17  | 2  | 0,12 |
| Godoy Cruz Argentina                                                                             | Total club    | Total club    | 34  | 5  | - | - | -  | - | 34  | 5  | 0,15 |
| Lanús Argentina                                                                                  | 1.ª           | 2011          | 13  | 1  | - | - | -  | - | 13  | 1  | 0,08 |
| Lanús Argentina                                                                                  | 1.ª           | 2011-12       | 18  | 2  | 1 | 0 | 4  | 1 | 23  | 3  | 0,13 |
| Lanús Argentina                                                                                  | Total club    | Total club    | 31  | 3  | 1 | 0 | 4  | 1 | 36  | 4  | 0,11 |
| Belgrano Argentina                                                                               | 1.ª           | 2012-13       | 25  | 3  | 1 | 0 | -  | - | 26  | 3  | 0,12 |
| Belgrano Argentina                                                                               | Total club    | Total club    | 25  | 3  | 1 | 0 | -  | - | 26  | 3  | 0,12 |
| Ferro Carril Oeste Argentina                                                                     | 2.ª           | 2013-14       | 30  | 4  | 2 | 1 | -  | - | 32  | 5  | 0,16 |
| Ferro Carril Oeste Argentina                                                                     | Total club    | Total club    | 30  | 4  | 2 | 1 | -  | - | 32  | 5  | 0,16 |
| Aldosivi Argentina                                                                               | 2.ª           | 2014          | 20  | 6  | - | - | -  | - | 20  | 6  | 0,30 |
| Aldosivi Argentina                                                                               | 1.ª           | 2015          | 12  | 0  | - | - | -  | - | 12  | 0  | 0,00 |
| Aldosivi Argentina                                                                               | Total club    | Total club    | 32  | 6  | - | - | -  | - | 32  | 6  | 0,19 |
| Gimnasia y Esgrima (M) Argentina                                                                 | 2.ª           | 2015          | 20  | 6  | - | - | -  | - | 20  | 6  | 0,30 |
| Gimnasia y Esgrima (M) Argentina                                                                 | 3.ª           | 2016          | 12  | 3  | - | - | -  | - | 12  | 3  | 0,25 |
| Gimnasia y Esgrima (M) Argentina                                                                 | Total club    | Total club    | 32  | 9  | - | - | -  | - | 32  | 9  | 0,28 |
| Total carrera                                                                                    | Total carrera | Total carrera | 405 | 80 | 4 | 1 | 10 | 2 | 419 | 83 | 0,20 |
| (1) Incluye datos de Copa Argentina. (2) Incluye datos de Copa Libertadores y Copa Sudamericana. |               |               |     |    |   |   |    |   |     |    |      |